# René Pélissier
René Pélissier (* 24. Oktober 1935 in Nanterre; † 14. Februar 2024 in Villennes-sur-Seine) war ein französischer Historiker.

## Wirken
Pélissier war Dr. phil. und spezialisierte sich auf die Kolonial- und Militärgeschichte Portugals sowie auf die Geschichte der Portugiesisch sprechenden (lusophonen) Länder in Asien und in Afrika im 19. und 20. Jahrhundert und die spanischen Kolonien in Afrika. Über diese Themen schrieb er mehr als ein Dutzend grundlegende Bücher, von denen viele in seinem eigenen Verlag, den Éditions Pélissier in Orgeval in der Nähe von Paris, erschienen.

## Werke (kleine Auswahl)
- Les guerres grises. Résistances et révoltes en Angola (1845–1941). Éditions Pélissier, Montamets, F-78630 Orgeval 1977.
- La colonie du Minotaure. Nationalismes et révoltes en Angola. (1926–1961). Éditions Pélissier, Montamets, F-78630 Orgeval 1978.
- Explorar. Voyages en Angola et autres lieux incertains. Éditions Pélissier, Montamets, F-78630 Orgeval 1979, ISBN 2-902804-04-0.
- Timor en guerre. Le crocodile et les Portugais. (1847–1913). Éditions Pélissier, Montamets, F-78630 Orgeval 1996, ISBN 2-902804-11-3.
- Spanish Africa. Études sur la fin d'un Empire. = Afrique Espagnole. Éditions Pélissier, Montamets, F-78630 Orgeval 2005, ISBN 2-902804-12-1.
- Portugais et Espagnols en „Océania“. Deux empires. Confins et contrastes. Èditions Pélissier, Montamets, F-786230 Orgeval 2010, ISBN 2-902804-14-8.